# Аґар Янай
Аґар Янай (івр. הגר ינאי, нар. 1972, Баркай, Ізраїль) — ізраїльська письменниця. Лауреатка премії Прем'єр-міністра Ізраїлю 2008 року та премії Девора Омера за літературу для підлітків. Вона тричі отримувала премію «Гефен» за найкраще оригінальне фентезі на івриті.

## Біографія
Агар Янай народилася в кібуці Баркай. Після служби в армії вона два роки вивчала антропософію в кібуці Хардуф, а потім поїхала до Японії, де протягом року навчалася з майстром дзен у Токіо та працювала хостесою в нічних клубах. Деякий час вона провела в дзен-монастирі в Кіошо. Її перша книга «Жінка у світлі» була натхненна її романом із головою монастиря. Янай здобула ступінь бакалавра творчого письма та сценарної роботи у школі мистецтв Камера Обскура, а також ступінь магістра літератури в Університеті Бен-Гуріона в Негеві.

## Літературна кар'єра
Янай працювала журналісткою у журналі «Хаїм ахерім» (івр. חיים אחרים, Інше життя) та у вихідному додатку до щоденної газети Га-Арец. Вона також була книжковою критикесою для щоденної газети Ґлобс і літературною критекинею і кінокритикинею для Другого каналу ізраїльського телебачення. Сьогодні вона працює літературною редакторкою, викладає творче письмо, є книжковим критиком на радіостанції IDF і Першому каналі Ізраїльського телебачення.
Друга книга Янай, «Машина вічності Алекса», описує подорож непокірної жінки-солдатки на Голанських висотах. Солдатка Дуба тікає від молодого агресивного офіцера, який хоче її реабілітувати, і шукає Алекса, молодого генія фізики, в якого вона була закохана в юності, і який намагається винайти вічний двигун. Книга увійшла до списку номінантів на літературну премію Сапіра 2006 року.
Третя книга Янаї, «Вавилонський Левіафан», є першою з фентезійної трилогії. Вона написала книгу, намагаючись створити широку аудиторію серед ізраїльської літературної сцени для жанру фентезі — її улюбленого. Книга розповідає про пригоди Джонатана Марголіса та його сестри Елли, які потрапляють у паралельний світ, Вавилонську імперію, де править Гільдія Хашдарпанім — жорстоких лікарів-жерців, які бояться приходу Левіафана, сина Безодні. Книга черпає натхнення з єврейської, вавилонської та близькосхідної міфології. «Вавилонський Левіафан» був нагороджений премією Геффена 2007 року за найкраще оригінальне єврейське фентезі.
Четверта книга Янай і друга в трилогії «Вавилонський Левіафан», «Вода між світами», була опублікована в лютому 2008 року. Вона описує початок великої битви за Вавилонську імперію. Чотири герої першої книги, Джонатан і Елла Марголіс, Гілель Бен-Шахар і принцеса Нін-Урмуз, стикаються з ще складнішими викликами та випробуваннями. «Вода між світами» була нагороджена премією Гефена 2008 року за найкраще оригінальне фентезі на івриті.
Третя книга трилогії «Вавилонський Левіафан» «До безодні» була опублікована у 2017 році у Modan and Ocean Publishing. «Вода між світами» була нагороджена премією «Геффен» 2018 року за найкраще оригінальне єврейське фентезі та премією «Девора Омера» 2019 року за літературний твір для середнього класу та молоді.
У 2008 році Янай також була нагороджена премією Прем'єр-міністра за літературні твори на івриті.

## Опубліковані праці
- «Жінка у світлі», Єрусалим, Keter, 2001
- «Машина вічності Алекса», Єрусалим, Keter, 2004
- «Вавилонський Левіафан», (Фентезі, Трилогія Левіафан I), Єрусалим, Keter, 2006
- «Вода між світами», (Фентезі, Трилогія Левіафан II), Єрусалим, Keter, 2008
- «Безпечне місце для серця», Kinneret Zmora-Bitan Dvir, 2011
- «До безодні», (Фентезі, Левіафан Трилогія III), Modan and Ocean Publishing, 2017
- «Міла та викрадачі снів» (книжка для підлітків), Тель-Авів, Am Oved, 2019
- «Всесвіт за горизонтом — розмови з професором Хаїмом Ешедом», Єрусалим, Yedioth Books, 11/2020[12][13]

## Відредаговані книги
- «Троянди там: еротична фантастика ізраїльських письменників», Тель-Авів, Alfa, 2003
- «Підписано» / Оріт Шахар-Губер, Єрусалим, Keter, 2005